# Stjepan Spevec

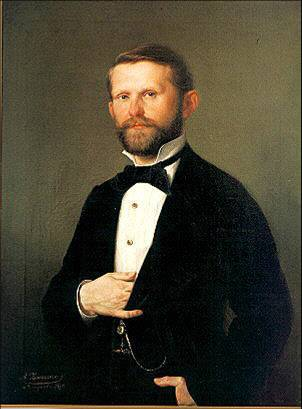
Stjepan Spevec pędzla Antonia Zuccary, 1876

Stjepan Spevec (ur. 14 czerwca 1839 w Vukanci, zm. 28 stycznia 1905 w Zagrzebiu) – chorwacki polityk, profesor, prezes Sądu Najwyższego i drugi rektor Uniwersytetu w Zagrzebiu. 

## Kariera
Ukończył prawo na Akademii Prawa w Zagrzebiu, następnie w 1868 doktoryzował się w Wiedniu. W 1868 roku zaczął uczyć prawa administracyjnego i prawa kanonicznego na Akademii w Zagrzebiu. Wkrótce potem został profesorem prawa rzymskiego, państwowego i międzynarodowego. W roku akademickim 1875/1876 pełnił funkcję rektora Uniwersytetu w Zagrzebiu. W tym czasie wspierał aktywnie ideę Bohuslava Jiruša, profesora botaniki z zakładu Botaniki i Fizjologii Wydziału Filozoficznego, by stworzyć w mieście ogród botaniczny. Po skończeniu kadencji jako rektor, został prorektorem, a w latach 1875-1891 był członkiem chorwackiego parlamentu. W 1891 roku został wybrany na Prezesa Sądu Najwyższego, zwanego Stołem Siedmiu (predsjednik Stola Sedmorice), i pełnił tę funkcję aż do swojej śmierci. Był twórcą nowej szkoły prawa. Od 1895 roku był tajnym doradcą Franciszka Józefa I. 

## Życie prywatne
Stjepan Spevec poślubił Sofiję Ivanuš. Ich trzech synów zrobiło równie zawrotne kariery jak ich ojciec. Dr Alexander Spevec został prezesem Sądu Apelacyjnego w Zagrzebiu, natomiast dr Vladimir Spevec był namiestnikiem Banku Chorwackiego. Dr Ivo Spevec był znanym prawnikiem w Zagrzebiu, jednym z sygnatariuszy "Zagrzebskich Punktów". Deklaracji podpisanej w 1932 r. przez chorwackich intelektualistów, potępiającej serbską hegemonię w Jugosławii i nawołującą do zmian w konstytucji, które zagwarantują równość wszystkich jej regionów i narodów.